# Вулиця Сабурова (станція метро)
50°31′59.62″ пн. ш. 30°36′16.28″ сх. д. / 50.5332278° пн. ш. 30.6045222° сх. д.
«Ву́лиця Сабу́рова» — проєктована станція першої черги Лівобережної лінії та майбутніх черг Подільсько-Вигурівської лінії Київського метрополітену, розташована між станціями «Вулиця Драйзера» і «Вулиця Цвєтаєвої». Перегін до станції «Вулиця Драйзера» наземний, критий, довжиною 839 м. У середині перегону передбачено будівництво пішохідного містка над коліями.
За проєктом станція повинна бути побудована на місці нинішньої станції «Сержа Лифаря» Лівобережного швидкісного трамвая, вздовж вулиці Оноре де Бальзака, під наявним шляхопроводом між вулицями Сержа Лифаря та Градинської.
За конструкцією станція запроєктована колонною, з острівною платформою довжиною 126 м і шириною 10 м. На станції має бути два вестибюлі з обох боків шляхопроводу, сполучених із платформою сходами. Вхід пасажирів на станцію і вихід зі станції запроєктований зі шляхопроводу. Для пасажирів з обмеженими фізичними можливостями у кожному вестибюлі передбачена установка ліфта.
На станції передбачено спорудження відстійно-оборотного тупика.
Проєктний строк будівництва дільниці першої черги Лівобережної лінії від станції «Вулиця Милославська» до станції «Проспект Ватутіна» з електродепо «Троєщина» — 48 місяців, але не пізніше 2020 року.